# SPSB1
SPSB1‏ (SplA/ryanodine receptor domain and SOCS box containing 1) هوَ بروتين يُشَفر بواسطة جين SPSB1 في الإنسان.